# Bildtafel der Verkehrszeichen in Kroatien
Die Bildtafel der Verkehrszeichen in Kroatien zeigt eine Auswahl wichtiger Verkehrszeichen in Kroatien.

## Warnzeichen A01 bis A39

A01: Gefahrstelle
A02: Kreuzung oder Einmündung mit Vorfahrt von rechts
A03: Kreisverkehr
A04: Vorfahrt
A04-01: Vorfahrt – Einmündung von links (im rechten Winkel)
A04-02: Vorfahrt – Einmündung von rechts (im rechten Winkel)
A04-03: Vorfahrt – Einmündung von rechts (im spitzen Winkel)
A04-04: Vorfahrt – Einmündung von links (im spitzen Winkel)
A05: Kurve – links
A05-01: Kurve – rechts
A05-02: Doppelkurve – zunächst links
A05-03: Doppelkurve – zunächst rechts
A06: Steigung
A07: Gefälle
A08: Beidseitige Straßenverengung
A08-1: Einseitige Verengung, rechts
A08-2: Einseitige Verengung, links